# Les Eplatures
Les Eplatures ist ein südwestlicher Stadtteil von La Chaux-de-Fonds im Kanton Neuenburg in der Schweiz und eine früher selbständige politische Gemeinde.

## Geschichte
Bis 1848 gehörte das ehemalige Bauerndorf Les Eplatures zur Gemeinde Le Locle, wurde dann in den Bezirk La Chaux-de-Fonds eingeteilt und zu einer selbständigen Gemeinde erhoben. Im Jahr 1850 zählte das Dorf 1320 Einwohner. 1853 entstand die reformierte Kirche, 1872 ein jüdischer Friedhof. Weil es der Einweihung des Friedhofs regnete, fand die Feier in der angrenzenden Kirche statt. Die Eröffnung der Eisenbahnlinie im Jahr 1858 und die zunehmende Industrialisierung bewirkten eine immer grössere Annäherung an die Stadt La Chaux-de-Fonds.  
Die Gemeinde Les Eplatures dehnte sich im Osten bis weit ins heutige Stadtzentrum von La Chaux-de-Fonds aus, nämlich bis zur Querstrasse Rue de la Fusion, nahe der heutigen Uhrenfabrik Jean d’Eve an der Avenue Léopold-Robert, wo sich auch das 1927 abgerissene Geburtshaus ihres bekanntesten Sohnes, Léopold Robert, befand. Heute wird mit Les Eplatures jedoch nur die Gegend um den Flugplatz bezeichnet.  
Eine Petition von 275 Einwohnern von Les Eplatures führte am 1. Mai 1900 zur Eingemeindung, nachdem in einer Abstimmung am 13. und 14. Januar 1900 von den stimmberechtigten Männern 209 für und 33 gegen die Fusion gestimmt hatten.
1926 wurde der regionale Flugplatz Les Eplatures eröffnet. Heute ist der Stadtteil durch den Trolleybus La Chaux-de-Fonds an den öffentlichen Personennahverkehr angebunden. Die meisten neueren Industrie- und Gewerbebetriebe der Stadt und ein mittelgrosses Einkaufszentrum sind hier angesiedelt.
Beim schweren Sturm (Downburst), der La Chaux-de-Fonds am 24. Juli 2023 verwüstete, stürzte der oktogonale steinerne Turmaufbau und die hölzerne Kirchturmspitze ein und das Dach der Kirche wurde abgedeckt. Auch der anliegende jüdische Friedhof wurde beschädigt, hauptsächlich durch das Umkippen eines abgestellten Lastwagens. Die Aufhebung des (christlichen) Friedhofs ist für das Jahr 2032 geplant.

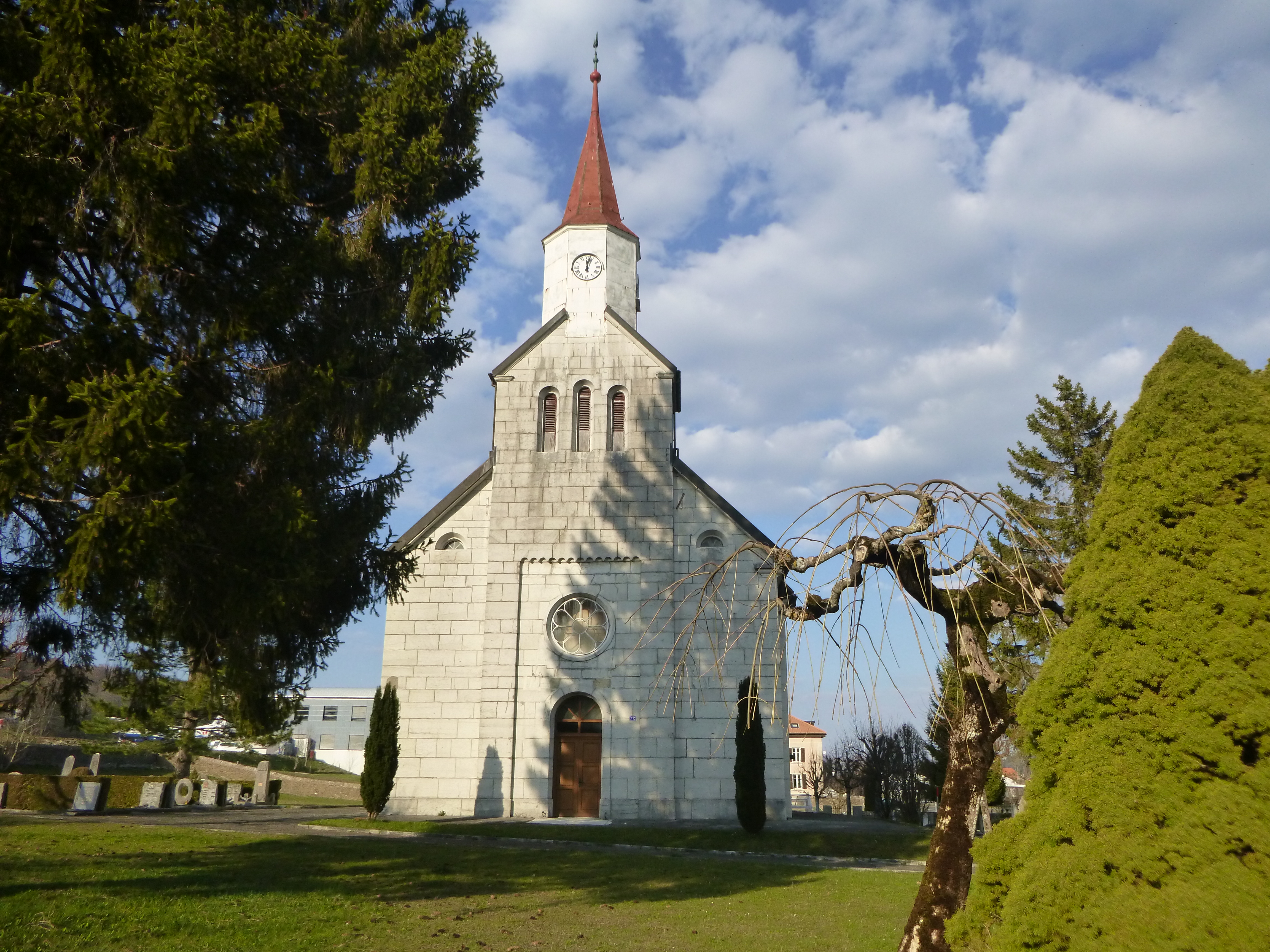
Die protestantische Kirche, sie wird als Le temple des Eplatures bezeichnet

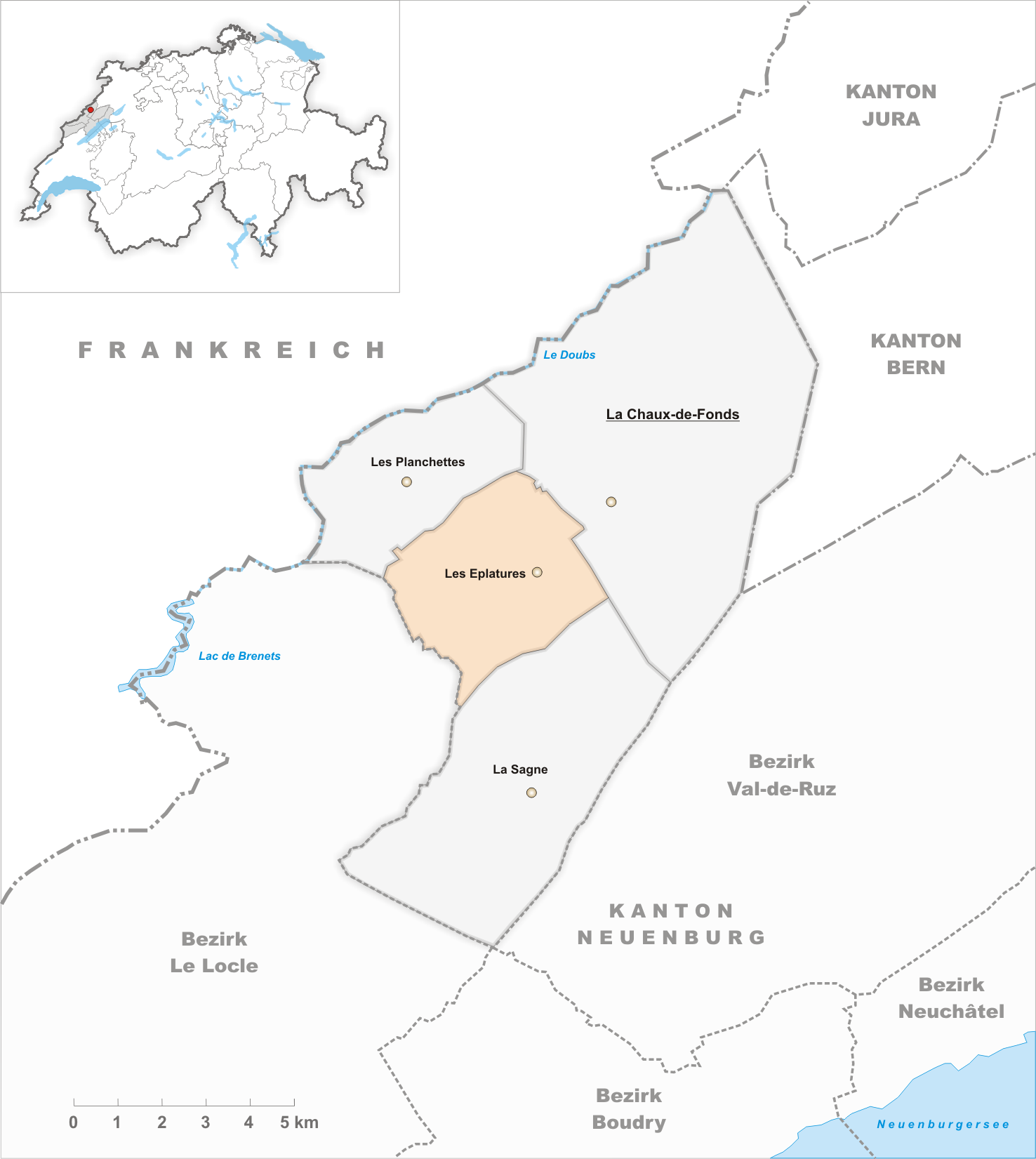
Gemeindestand vor der Fusion am 1. Januar 1900

## Persönlichkeiten
- Léopold Robert (1794–1835), Maler, nach ihm ist die wichtigste Hauptstrasse in La Chaux-de-Fonds benannt
- Aurèl Robert, (1805–1891), Maler